# ウリノキ科
ウリノキ科 (ウリノキか、Alangiaceae) は双子葉植物で、2属20種ほどを含む小さい科である。木本で、つる性のものもあり、旧世界の熱帯を中心に分布する。日本には北海道以南にウリノキ (Alangium platanifolium) が、また南西諸島にシマウリノキ (A. premnifoliun) が自生する。
花は多くは両性で（一部の種は雌雄異株）、花弁は4-10枚あって細長く、外側に反り返る。集散花序をつくる。葉は互生し、幅広く、3-5ほどに裂けるものもある。「瓜の木」という名は葉が瓜に似ていることによる。子房下位で果実は核果。
APG植物分類体系ではミズキ科に入れる。